# Monster (песня Леди Гаги)
«Monster» (рус. «Монстр») — песня американской певицы Леди Гаги с её третьего мини-альбома (EP) The Fame Monster. Она была записана Леди Гагой, RedOne совместно c Space Cowboy. Критики оценили музыкальное оформление песни, но не полюбили её. Песня пользовалась коммерческим успехом в 2010 году.
Текст песни повествует о страхе к сексу без взаимоотношений, любви к плохому парню. Певица говорила, что эта песня разожгла в ней чувство иметь стабильные отношения.

## Лирика песни

Леди Гага исполняет песню «Monster» на «The Monster Ball Tour»

В интервью MTV News, Lady Gaga говорит, что «Monster» описывает «страх привязанности и страх любовной страсти».
Гага в песне охватывает диапазон от E3 до B4. Песня была записана в Record Plant Studios в Лос-Анджелесе в 2009 году. Песня содержит заикания синтезаторов и 1980-х барабанов, которые создают игривую среду.

## Обзор композиции
«Monster» начинается со слов Гаги: «Не называй меня Гага». После этого идёт лёгкое заикание и звуки барабанов в стиле 1980-х годов, что, по словам Эван Соуди из PopMatters, создаёт игривый тон. В этот момент используются тяжёлые басы, звуки гитары и хоры, в то время мужской голос как Timbaland поёт: «Горяча, как ад».

## Живое исполнение

Леди Гага исполняет песню «Monster» на «The Monster Ball Tour». Танец был сделан с отсылкой к Майклу Джексону

15 января 2010 года Леди Гага исполнила эту песню, включённую в попурри из песен на шоу Опры Уинфри, где Гага появилась в брючном костюме и платье, с причёской в виде шипов и шипах в руках с цепью. Помимо этой песни, Гага спела ещё «Bad Romance» и «Speechless».
Также Гага исполняла песню на всех концертах своего турне The Monster Ball Tour. Выступление начиналось с показа видео чёрной собаки, трясущей головой, и чёрных воронов. Далее Гага с группой танцоров в костюмах из волос танцевали в ссылкой к танцам Майкла Джексона. В конце выступления монстры убивали Гагу и она появлялась в купальнике в луже крови. Из-за этого после выступления в Манчестере было много протестов. Леди Гага исполняла песню Monster также во время тура The Chromatica Ball Tour в 2022 году.

## Чарты
В Соединенном Королевстве «Monster» дебютировал в чарте UK Singles на шестьдесят восьмом месте 12 декабря 2009 года, но соскользнул на следующей неделе. 16 августа 2010 года «Monster» дебютировал на тридцатом месте в Новой Зеландии Singles Chart благодаря цифровой загрузке и радиоэфиру. «Monster» был скачан с Интернета более 207 000 раз в США, по данным Nielsen SoundScan.
| Чарт (2009-10)                        | Высшая Позиция |
| ------------------------------------- | -------------- |
| Australian Singles Chart              | 80             |
| Canadian Digital Songs                | 73             |
| Hungarian Singles Chart               | 6              |
| New Zealand Singles Chart             | 29             |
| UK Singles Chart                      | 68             |
| US Bubbling Under Hot 100 Singles     | 12             |
| US Hot Dance Club Songs               | 29             |
| US Hot Dance/Electronic Digital Songs | 20             |
| US Latin Pop Airplay                  | 22             |